# Stolnica v Materi
Stolnica v Materi (ital. Duomo di Matera; Cattedrale di Santa Maria della Bruna e di Sant'Eustachio) je rimskokatoliška stolnica v Materi, deželi Bazilikata v Italiji. Posvečena je Devici Mariji pod imenom Madonna della Bruna in svetemu Evstahu. Nekoč je bila sedež škofov, pozneje nadškofov Matere, danes pa je stolnica nadškofije Matera-Irsina.

## Zgodovina
Stolnica je bila zgrajena v apulijskem romanskem slogu v 13. stoletju na grebenu, ki tvori najvišjo točko mesta Matera in ločuje oba Sassija, na mestu starodavne cerkve svetega Evstahija, zaščitnika mesta. Gradnja se je začela leta 1230, v letu, ko je papež Inocenc III. povzdignil Matero v rang nadškofije v zvezi z Acerenzo kot nadškofijo Acerenza in Matera, in je bila dokončana leta 1270.
Prvotno posvetilo je bilo Santa Maria di Matera, kot je zapisano v sodobni notarski listini. Nato je bila na podlagi oporoke iz leta 1318 naslovljena Santa Maria dell'Episcopio, od leta 1389, leta, ko je papež Urban VI. (že nadškof Matere) uvedel praznik obiskanja, pa je bila posvečena Santa Maria della Bruna, tudi zaščitnica mesta. Končno je od leta 1627 monsinjor Fabrizio Antinori, nadškof Matere, posvetil stolnico Madonni della Bruna in svetemu Evstahiju.

## Opis
Za razliko od notranjosti, ki je skozi čas doživela številne spremembe, je zunanjost cerkve ostala praktično nespremenjena. Na fasadi prevladuje veliko okno rozeta s 16 žarki. Zgoraj je kip nadangela Mihaela, ob oknu pa sta dve moški figuri, ki naj bi bili tudi druga angela. Spodaj je figura, predstavljena kot atlant, tako da se zdi, da nosi okno. Ob oknu rozeti so štirje stebri, še dvanajst pa jih je pod zaklonom. Skupaj simbolizirajo štiri evangeliste in dvanajst apostolov. Stebri počivajo na atlantih. Na sredini fasade so vhodna vrata z okroglim lokom nad njimi. V notranjosti oboka stoji kip Marije della Bruna. Ob vratih sta kipa Petra in Pavla, na vogalih fasade sta kipa iz 16. stoletja v visokem reliefu, Evstahija in njegove žene Teopiste. Na desni strani Piazza Duomo je še dvoje vrat, najbolj značilna so zadnja. Tem pravijo Levja vrata zaradi dveh izklesanih levov, ki sedita na podstavkih in podpornih stebrih. V luneti nad drugimi vrati je relief Abrahama, očeta monoteističnih religij, ki so bile vse prisotne v Materi v času izgradnje cerkve. Zvonik je na levi za cerkvijo. Zgrajen hkrati s cerkvijo, je visok 52 metrov in ima štiri nadstropja. Tri nadstropja imajo dvovrstna okna, četrto pa enojna. Za zaključek je stolp kasneje dobil piramidasto streho.

### Notranjost
Cerkev je bila zgrajena kot triladijska bazilika po tlorisu latinskega križa. Višja osrednja ladja je od stranskih ločena z dvema nizoma po deset stebrov, osrednja ladja je na obeh straneh osvetljena s petimi velikimi svetlečimi okni. Ločeno križišče je razdeljeno s križnimi loki.
Od leta 1627 je bila notranja zasnova bistveno spremenjena z okrasnimi štukaturami in drugimi okraski. Štukature ter oboke in letve nad stebri so leta 1776 delno prekrili z zlatimi lističi. Leta 1719 je cerkev dobila nov lesen strop, ki so ga v 19. stoletju okrasili s tremi slikami kalabrijskega slikarja Battiste Santora. Pomembna je freska v bizantinskem slogu iz leta 1270, ki prikazuje Madonno della Bruna z Detetom Jezusom, ki z dvema prstoma blagoslavlja. Slika je pripisana Rinaldu da Tarantu. Stoji na oltarju prve kapele leve ladje. Oltar v drugi kapeli je posvečen sv. Janezu iz Matere. Tukaj je sarkofag z njegovimi relikvijami. Tretji oltar je posvečen sv. Ani s sliko Francesca da Martine iz leta 1633. Za zakramentno kapelo je renesančna kapela Marijinega oznanjenja. Ta kapela Giulia Persia ima kasetiran strop in niše v stenah. Na zadnji strani leve ladje je kapela, v kateri so jaslice. Kamnita skulptura iz leta 1534 avtorjev Altobello Persio in Sannazaro di Alessano prikazuje različne elemente, povezane z mestom Matera. Od Altobello Persia prihaja tudi bogato izveden oltar s kamnito skulpturo. To delo je iz leta 1539 in je zdaj na zadnji strani levega transepta.
Glavni oltar iz leta 1627 ima veliko oltarno sliko Fabrizia Santafedeja. Tu vidimo Marijo obkroženo s svetniki. V apsidi so dragocene lesene korne klopi iz leta 1453. Giovanni Tantino di Ariano Irpino je izrezljal les za to pohištvo iz masivnega oreha. Korne klopi imajo 60 sedežev. Nad oltarjem so bile nameščene orgle. Nazadnje jih je obnovil Fratelli Ruffatti iz Padove in imajo dva manuala in pedal. Orgle imajo 36 registrov.
V prvi kapeli v desni stranski ladji je Marijin kip med svetnikoma Hilarijem in svetim Janezom iz Matere, umetniško delo Domizia Persia iz leta 1592. Pri Levjih vratih je slika svetega Kajetana, ki jo je izdelal Carlo Rosa leta 1652. Na oltarju je razpelo iz pobarvanega lesa iz 16. stoletja. Zadnji oltar je delo Vita Antonia Conversija. Pri glavnem vhodu je dragocena freska Poslednje sodbe. Ta slika iz 14. stoletja je bila ponovno odkrita med restavratorskimi deli in je edini primer originalne poslikave cerkve, ki jo je izdelal Rinaldo di Taranto.